# Anna and the King of Siam
Anna and the King of Siam is een film uit 1946 geregisseerd door John Cromwell, naar een roman van Margaret Landon uit 1944. De film won Oscars voor artdirection en camerawerk van een zwart-witfilm.

## Verhaal
De film speelt zich af in het 19de-eeuwse Bangkok waarbij Anna de kinderen van de koning van Siam gaat onderwijzen. De cultuurshock tussen het victoriaanse tijdperk en het Verre Oosten blijkt groter te zijn dan gedacht.
De film kreeg een remake in 1956: The King and I en in 1999: Anna and the King.

## Hoofdrollen
| Acteur           | Personage      |
| ---------------- | -------------- |
| Irene Dunne      | Anna           |
| Rex Harrison     | koning Mongkut |
| Linda Darnell    | Tuptim         |
| Lee J. Cobb      | Kralahome      |
| Gale Sondergaard | Lady Thiang    |
| Mikhail Rasumny  | Alek           |
| Dennis Hoey      | Sir Edward     |